# Eculizumab
Eculizumab, bán dưới tên thương mại Soliris cùng những tên gọi khác, là một loại thuốc dùng để điều trị hemoglobinuria đêm kịch phát (PNH), không điển hình hội chứng urê huyết tán huyết (AHU), và neuromyelitis Optica. Ở những người bị PNH, nó làm giảm cả sự phá hủy các tế bào hồng cầu và cần truyền máu, nhưng dường như không ảnh hưởng đến nguy cơ tử vong. Eculizumab là loại thuốc đầu tiên được phê duyệt cho mỗi lần sử dụng và sự chấp thuận của nó được cấp dựa trên các thử nghiệm nhỏ. Nó được đưa ra trong một phòng khám bằng cách tiêm truyền tĩnh mạch (IV).
Các tác dụng phụ bao gồm nguy cơ nhiễm trùng não mô cầu và nó chỉ được quy định cho những người đã đăng ký và thực hiện chiến lược đánh giá và giảm thiểu rủi ro, bao gồm tư vấn cho mọi người và đảm bảo rằng họ đã được tiêm phòng. Nó là một kháng thể đơn dòng được nhân hóa hoạt động như một chất ức chế bổ sung cuối cùng.
Nó đã được phát triển, sản xuất và đưa ra thị trường bởi Dược phẩm Alexion, có độc quyền bằng sáng chế cho đến năm 2017. :6 Alexion bắt đầu bán eculizumab vào năm 2007, kiếm được 295 triệu đô la vào năm 2008 với giá cổ phiếu tăng 130% trong năm 2010 Năm 2010, nó là loại thuốc đắt nhất thế giới. Chi phí 340.200 bảng Anh (khoảng 430.000 euro) mỗi năm cho việc điều trị liên tục ở Anh, 500.000 đô la một năm ở Canada,  và 409.500 đô la Mỹ một năm ở Hoa Kỳ (2010). Trong năm 2015, đây là loại thuốc đắt thứ 4 ở Mỹ trên cơ sở mỗi người được điều trị.

## Sử dụng trong y tế
Eculizumab được sử dụng để điều trị hội chứng urê huyết tán huyết không điển hình (aHUS) và paroxysmal nocturnal hemoglobin niệu (PNH). Đối với những người bị PNH, nó cải thiện chất lượng cuộc sống và giảm nhu cầu truyền máu nhưng dường như không ảnh hưởng đến nguy cơ tử vong. Nó dường như không làm thay đổi nguy cơ đông máu, hội chứng myelodysplastic, bệnh bạch cầu tủy cấp tính hoặc thiếu máu bất sản. Eculizumab cũng được sử dụng để điều trị rối loạn phổ optica viêm cơ thần kinh ở người trưởng thành có kháng thể kháng aquaporin-4 (AQP4) dương tính.
Eculizumab được quản lý tại văn phòng bác sĩ hoặc phòng khám bằng cách truyền tĩnh mạch.
Phụ nữ không nên mang thai trong khi dùng eculizumab và phụ nữ mang thai chỉ nên dùng nếu cần thiết.

## Tác dụng phụ
Eculizumab cảnh báo hộp đen về nguy cơ nhiễm trùng não mô cầu và chỉ có thể được kê đơn bởi các bác sĩ đã đăng ký và thực hiện chiến lược đánh giá và giảm thiểu rủi ro theo yêu cầu của FDA, bao gồm các bác sĩ tư vấn cho những người mà họ kê đơn thuốc, cho chúng là tài liệu giáo dục, và đảm bảo rằng chúng đã được tiêm phòng, tất cả đều phải được ghi lại.
Eculizumab ức chế kích hoạt bổ sung thiết bị đầu cuối và do đó làm cho mọi người dễ bị nhiễm trùng với các sinh vật đóng gói. Nhiễm trùng não mô cầu nguy hiểm đến tính mạng và gây tử vong đã xảy ra ở những người dùng eculizumab. Những người nhận eculizumab có nguy cơ mắc bệnh viêm màng não xâm lấn cao gấp 2.000 lần. Do nguy cơ nhiễm trùng não mô cầu tăng lên, nên tiêm vắc-xin não mô cầu ít nhất 2 tuần trước khi nhận eculizumab, trừ khi nguy cơ trì hoãn điều trị bằng eculizumab cao hơn nguy cơ phát triển nhiễm trùng não mô cầu, trong trường hợp nên tiêm vắc-xin não mô cầu khả thi. Cả vắc-xin não mô cầu liên hợp A, C, W, Y và vắc-xin não mô cầu nhóm serogroup B đều được khuyến cáo cho những người dùng eculizumab. Nhận được tiêm chủng khuyến cáo có thể không ngăn ngừa tất cả các bệnh nhiễm trùng não mô cầu, đặc biệt là từ viêm màng não do N. không thể nhóm được. Năm 2017, rõ ràng là eculizumab đã gây ra bệnh viêm màng não xâm lấn mặc dù đã được tiêm phòng, vì nó cản trở khả năng của kháng thể chống vi khuẩn để bảo vệ chống lại bệnh xâm lấn.
Nhãn của thuốc cũng có cảnh báo thiếu máu nghiêm trọng phát sinh từ sự phá hủy các tế bào hồng cầu cũng như các trường hợp nghiêm trọng của cục máu đông hình thành trong các mạch máu nhỏ.
Nhức đầu là tác dụng phụ rất phổ biến, xảy ra ở hơn 10% số người dùng thuốc.
Các tác dụng phụ thường gặp (xảy ra ở khoảng 1% đến 10% số người dùng thuốc) bao gồm nhiễm trùng (viêm phổi, nhiễm trùng đường hô hấp trên, cảm lạnh và nhiễm trùng đường tiết niệu), mất bạch cầu, mất hồng cầu, sốc phản vệ Phản ứng, phản ứng quá mẫn, chán ăn, thay đổi tâm trạng như trầm cảm và lo lắng, cảm giác ngứa ran hoặc tê, mờ mắt, chóng mặt, ù tai, tim đập nhanh, huyết áp cao, huyết áp thấp, tổn thương mạch máu, viêm phúc mạc, táo bón, táo bón Đau dạ dày, sưng bụng, ngứa da, tăng tiết mồ hôi, vết nám do chảy máu nhỏ dưới da và đỏ da, nổi mề đay, co thắt cơ, đau xương, đau lưng, đau cổ, sưng khớp, đau do tiểu, đau tự nhiên, cương cứng, phù chung, đau ngực, yếu, đau tại vị trí tiêm truyền và tăng transaminase.

## Dược lý
Eculizumab đặc biệt liên kết với thành phần bổ thể đầu cuối 5, hoặc C5, hoạt động ở giai đoạn muộn trong tầng bổ sung. Khi được kích hoạt, C5 có liên quan đến việc kích hoạt các tế bào chủ, từ đó thu hút các tế bào miễn dịch gây viêm, đồng thời phá hủy các tế bào bằng cách kích hoạt sự hình thành lỗ chân lông. Bằng cách ức chế dòng bổ sung vào thời điểm này, các chức năng bình thường, ngăn ngừa bệnh tật của hệ thống bổ sung gần được bảo tồn phần lớn, trong khi các đặc tính của C5 thúc đẩy quá trình viêm và phá hủy tế bào bị cản trở.
Eculizumab ức chế sự phân cắt của C5 bằng cách chuyển đổi C5 thành C5a một phản vệ mạnh với các đặc tính prothrombotic và proinflammulation, và C5b, sau đó tạo thành các chất bổ sung phức hợp C5b-9 cũng có tác dụng prothrombotic và tiền viêm. Cả C5a và C5b-9 đều gây ra các sự kiện qua trung gian bổ sung là đặc trưng của PNH và aHUS.
Sự chuyển hóa của eculizumab được cho là xảy ra thông qua các enzyme lysosomal tách kháng thể để tạo ra các peptide và amino acid nhỏ. Thể tích phân bố của eculizumab ở người gần bằng với huyết tương.

### Hóa học
Eculizumab là một kháng thể đơn dòng tái tổ hợp nhân tạo chống lại protein bổ sung C5. Nó là một loại globulin miễn dịch G-kappa (IgGκ) bao gồm các vùng không đổi của con người và các vùng xác định bổ sung murine được ghép vào các vùng biến đổi ánh sáng và chuỗi nặng của khung người. Hợp chất này chứa hai chuỗi nặng amino acid 450 và hai chuỗi ánh sáng amino acid 214 axit và có trọng lượng phân tử khoảng 148 kilodalton (kDa).

## Xã hội và văn hoá

### Quy định phê duyệt
Eculizumab đã được Cơ quan Quản lý Thực phẩm và Dược phẩm Hoa Kỳ (FDA) phê duyệt vào tháng 3 năm 2007 để điều trị PNH, Eculizumab có quyền độc quyền cho đến năm 2017, bảo vệ nó khỏi cạnh tranh cho đến năm 2017. :6 Khi FDA phê duyệt vào tháng 9 năm 2011 để điều trị aHUS, họ đã chỉ định nó là một loại thuốc mồ côi.
Sự chấp thuận của FDA năm 2011 dựa trên hai thử nghiệm nhỏ trong tương lai gồm 17 người và 20 người.
Cơ quan Dược phẩm Châu Âu đã phê duyệt cho điều trị PNH vào tháng 6 năm 2007, và vào tháng 11 năm 2011 để điều trị aHUS. Bộ Y tế Canada đã phê duyệt vào năm 2009 để điều trị PNH và năm 2013 là loại thuốc duy nhất để điều trị aHUS.
Eculizumab đã được FDA phê chuẩn cho NMO vào năm 2019, dựa trên kết quả của thử nghiệm PREVENT.

### Giá bán
Như năm 2014 đã có đủ bằng chứng để chứng minh rằng liệu pháp eculizumab cải thiện tuổi thọ cho những người có hemoglobinuria đêm kịch phát, và chi phí-hiệu quả rất kém.
Năm 2010, Alexion đã định giá Soliris là loại thuốc đắt nhất thế giới, với khoảng 409.500 đô la Mỹ một năm ở Hoa Kỳ (2010), € 430.000 mỗi năm cho việc điều trị liên tục ở Anh, và 500.000 đô la một năm ở Canada (2014). Alexion bắt đầu bán Soliris vào năm 2008, kiếm được 295 triệu đô la vào năm 2007 với giá cổ phiếu tăng lên 130% vào năm 2010
Trong tháng 12 năm 2013, người mua chính phủ dược phẩm của New Zealand Pharmac giảm một đề nghị để trợ cấp thuốc sau Alexion không chịu nhúc nhích trên NZ $ 670.000 (US $ 590.000) mỗi người mỗi giá năm và phân tích kinh tế pharmac của xác định giá sẽ cần phải được giảm một nửa trước khi thuốc đã đủ hiệu quả chi phí để trợ cấp. Quyết định của Pharmac khiến nhiều người mắc PNH ở New Zealand PNH, mặc dù Pharmac không loại trừ việc xem xét lại quyết định vào một ngày sau đó, nếu thuốc được cung cấp với giá thấp hơn.
Theo một báo cáo năm 2014, thị trường thuốc mồ côi ngày càng trở nên sinh lợi vì nhiều lý do. Chi phí thử nghiệm lâm sàng đối với thuốc mồ côi thấp hơn đáng kể so với các bệnh khác Kích thước của tinh thần nhỏ hơn tự nhiên so với các bệnh phổ biến hơn ảnh hưởng đến nhiều người hơn. Các thử nghiệm lâm sàng nhỏ và ít cạnh tranh đặt các tác nhân mồ côi này vào một lợi thế khi họ đưa ra để xem xét quy định. Giảm hơn nữa chi phí phát triển là do các ưu đãi thuế trong Đạo luật về thuốc mồ côi năm 1983. Tính trung bình, chi phí cho mỗi người đối với thuốc mồ côi là "gấp sáu lần so với thuốc không mồ côi, một dấu hiệu rõ ràng về khả năng định giá của họ". Mặc dù có dân số bệnh mồ côi nhỏ hơn nhiều, chi phí cho mỗi người chi trả là lớn nhất và dự kiến sẽ tăng lên khi sử dụng trợ cấp công cộng rộng rãi hơn.
Vào tháng 12 năm 2014, chính quyền tỉnh Ontario, Canada đã thương lượng giá cả với nhà sản xuất, loại thuốc duy nhất được Bộ Y tế Canada phê chuẩn để điều trị aHUS. Mọi người có thể áp dụng cho nó trên "căn cứ từ bi" "trên cơ sở từng trường hợp cụ thể, ví dụ như những cá nhân đã phải nhập viện khẩn cấp do một biến chứng đe dọa đến tính mạng ngay lập tức-, chân tay hoặc cơ quan." Sau đó, nó đã được "chính phủ Ontario tài trợ cho việc điều trị một căn bệnh hiếm gặp khác là bệnh huyết sắc tố ban đêm (PNH), thông qua một thỏa thuận mua số lượng lớn do các thủ tướng tỉnh đạt được vào năm 2011."
Vào tháng 2 năm 2015, cơ quan quản lý giá thuốc của Canada đã thực hiện một bước hiếm hoi để gọi phiên điều trần vào Soliris, cáo buộc Alexion vượt quá giới hạn giá cho phép theo "" So sánh giá quốc tế cao nhất "(HIPC). Vào tháng 6 năm 2015, Ủy ban đánh giá giá thuốc được cấp bằng sáng chế (PMPRB) theo Đạo luật sáng chế Canada, đã tổ chức một phiên điều trần sơ bộ tại Ottawa, Ontario để xem xét các cáo buộc. John Haslam, Chủ tịch và Tổng Giám đốc của Vaughan, Alexion Canada có trụ sở tại Ontario, được nêu tên là một trong những người được hỏi. Alexion tính phí 700.000 đô la Canada mỗi người mỗi năm, nhiều hơn bất cứ nơi nào khác trên thế giới. Alexion từ chối yêu cầu. Ở Canada, "các chương trình thuốc của tỉnh đã đàm phán giảm giá bí mật cho Soliris cho nhiều bệnh nhân mà họ chi trả."
Tính đến năm 2015, trong khi Eculizumab ở PNH được liên kết với 1,13 năm cuộc sống bổ sung và 2,45 năm chất lượng cuộc sống QALYs, đã có chi phí gia tăng cao (5,24 triệu đô la) và chi phí cơ hội đáng kể. Một nghiên cứu ở Canada năm 2014 đã tính toán chi phí cho mỗi năm đạt được khi điều trị là 4,62 triệu đô la Mỹ (4,571,564 đô la Mỹ) và chi phí cho mỗi năm điều chỉnh chất lượng là CAN 2,13 triệu đô la (2.112.398 đô la Mỹ). " Chi phí gia tăng mỗi năm trong cuộc sống và mỗi QALY thu được lần lượt là 4,62 triệu đô la và CAN 2,13 triệu đô la. Dựa trên các ngưỡng được thiết lập, chi phí cơ hội của việc tài trợ eculizumab là 102,3 QALY giảm giá cho mỗi bệnh nhân được tài trợ. " 
Vào năm 2015, các nhà phân tích công nghiệp và các nhà nghiên cứu học thuật đã đồng ý rằng giá thuốc mồ côi cao, chẳng hạn như eculizumab, không liên quan đến nghiên cứu, phát triển và chi phí sản xuất: giá của chúng là tùy ý và chúng có lợi hơn so với thuốc truyền thống. Sachdev Sidhu, một nhà khoa học của Đại học Toronto, người đã dành mười năm tại Genentech trước khi vào học viện, ước tính rằng khoa học công cộng chịu trách nhiệm cho hơn 80% công việc. "Các nguồn lực công cộng đã đi vào tìm hiểu cơ sở phân tử của căn bệnh, các nguồn lực công cộng đã đi vào công nghệ để tạo ra các kháng thể và cuối cùng, Alexion, theo tín dụng của họ, loại đã nhặt được các mảnh." Chi phí sản xuất kháng thể đơn dòng của Soliris thấp hơn "1% giá thuốc", ông nói.
Tòa án tối cao của Brazil đã quyết định vào tháng 4 năm 2018 để phá vỡ bằng sáng chế của Soliris ở Brazil theo luật địa phương. Thuốc này chỉ được cung cấp bởi hệ thống y tế của chính phủ (SUS) và bây giờ nó có thể được sản xuất bởi các công ty khác ở quốc gia đó.

### Cạnh tranh sinh học
Mặc dù FDA sẽ không phê duyệt các ứng dụng tương tự cho Eculizumab trước ngày 16 tháng 3 năm 2019, :6 có một cuộc tranh luận đang diễn ra về thời gian của giai đoạn độc quyền. Các cơ quan quản lý quốc gia bảo vệ các nhà sản xuất thuốc mồ côi khỏi sự cạnh tranh với các sản phẩm sinh học trong thời gian độc quyền nhiều năm, nó bị thách thức khi các thị trường mở và các thỏa thuận thương mại quốc tế được đàm phán là Hiệp định Đối tác xuyên Thái Bình Dương (TPP). Một phiên bản chung, mang nhãn hiệu "Elizaria", có sẵn ở Nga.